# Matrixanzeige

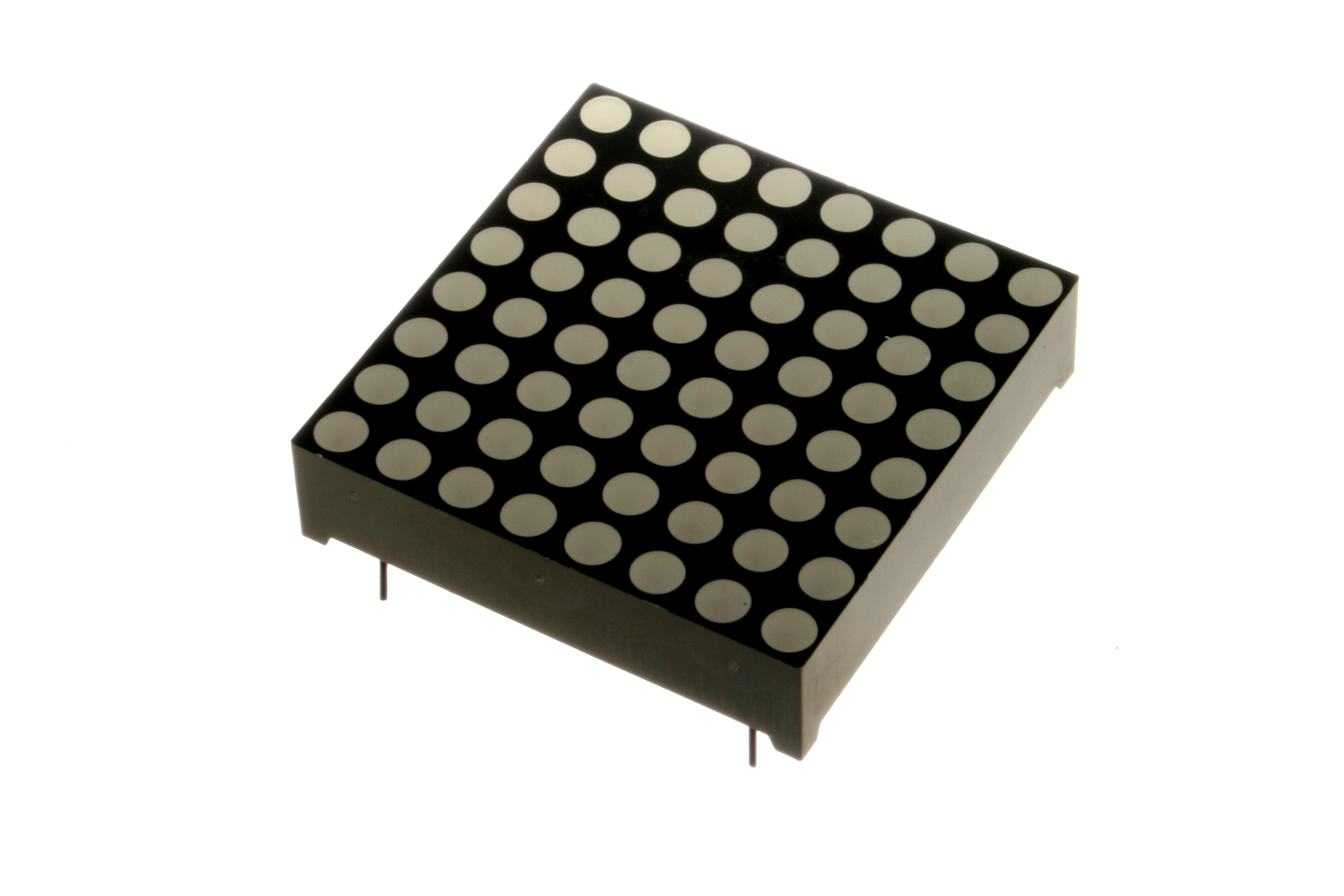
LED-Matrixanzeige mit 8×8 Bildpunkten

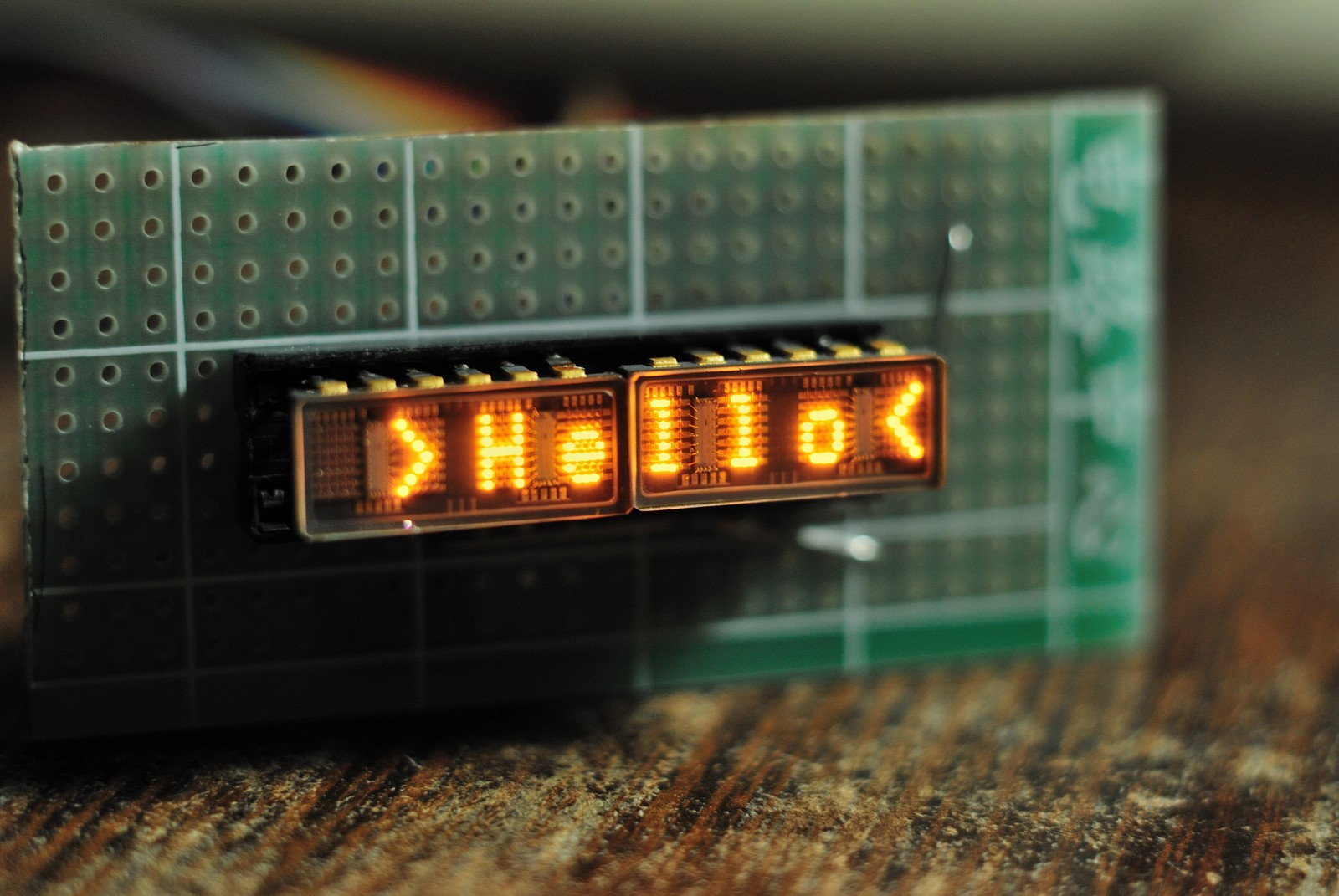
LED-Matrixanzeige mit 5×7 Punkten pro Zeichen und jeweils 4 Zeichen pro Modul

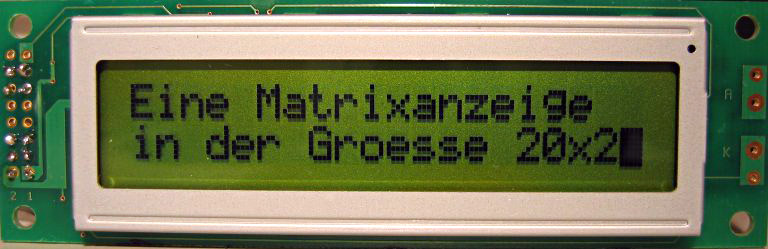
LCD-Matrixanzeige mit 2 Zeilen und 20 Spalten

Veranschaulichung einer Ansteuerung mit Zeilen-Multiplexing. Bei letzterem ist die Frequenz so hoch, dass der Inhalt konstant angenommen wird.

Eine Matrixanzeige (englisch dot-matrix display) ist eine optische Anzeige, die aus einzelnen Bildpunkten in einer Matrix aus horizontalen Zeilen und vertikalen Spalten besteht. Jeder einzelne Bildpunkt ist durch die Angabe einer Zeilen- und einer Spaltennummer eindeutig definiert. Gegenüber den aus Strichen zusammengesetzten Segmentanzeigen ist eine feinere und freiere Darstellung möglich.
Je nach verwendeter Anzeigetechnologie, wie Flüssigkristallanzeige (LCD), Leuchtdioden (LED) oder historisch in Form von Glimmlampen oder als elektromechanische Anzeige, kann ein Bildpunkt zwei oder mehr Graustufen oder mehrere Farben annehmen. Im einfachsten Fall ist ein Bildpunkt innerhalb der Anzeigefläche sichtbar oder unsichtbar, schwarz oder weiß. Durch die Ansteuerung mehrerer Punkte und eine entsprechend feine Anordnung der einzelnen Bildpunkte lassen sich so beliebige grafische Muster oder Zeichen aus mehreren benachbarten Bildpunkten der Matrix zusammensetzen.
Bei LCDs und OLEDs unterscheidet man zwei Arten der Ansteuerungstechnik: Passiv-Matrix-Displays und Aktiv-Matrix-Displays (auch TFT-Displays genannt). Die einzelnen Bildpunkte der Matrix werden durch Ansteuerschaltung kontrolliert. Diese Ansteuerschaltung ist üblicherweise als integrierter Schaltkreis (IC) realisiert, beispielsweise der Schaltkreis HD44780, und umfasst neben der Ansteuerung der einzelnen Bildpunkte auch einen Zeichengenerator.